# Vuelta a España 1973
La Vuelta a España '73 se disputó del 26 de abril al 13 de mayo de 1973 con un recorrido de 3.061 km dividido en un prólogo y 17 etapas, cuatro de ellas dobles, con inicio en Calpe y final en San Sebastián.
Participaron 80 corredores repartidos en 8 equipos de 10 ciclistas cada uno de los que solo lograron finalizar la prueba 62 ciclistas.
La gran atracción de esta edición era sin duda el duelo entre Luis Ocaña y Eddy Merckx que se decantaría a favor del ciclista belga, que se proclamó vencedor de una prueba que recorrió a una velocidad media de 36,098 km/h, ganando seis etapas y cediendo tan solo la clasificación de la montaña en beneficio del madrileño José Luis Abilleira.
Hubo quejas de que el recorrido fuera demasiado beneficioso para el campeón belga, con muy pocas dificultades montañosas y un exceso de bonificaciones. Tan solo tres de las etapas disputadas fueron ganadas por ciclistas españoles.
Con el paso del tiempo y hasta la fecha, ha sido la única ocasión en toda la historia de la Vuelta en que hubo tres ganadores del Tour de Francia en el podio: Eddy Merckx, Luis Ocaña y Bernard Thévenet, aunque en ese momento solo Merckx lo había ganado. Merckx ganó el Tour en cinco ocasiones entre 1969 y 1974, Ocaña lo ganó ese mismo año 1973, dos meses después de la ronda española, y Thévenet lo ganó en 1975 y 1977.

## Equipos participantes
| Equipo    | Jefe de filas       |
| Kas       | Javier Elorriaga    |
| Bic       | Luis Ocaña          |
| La Casera | José Luis Abilleira |
| Molteni   | Eddy Merckx         |

| Equipo            | Jefe de filas   |
| Peugeot-BP        | Eric Leman      |
| Coelima - Benfica | Fernando Mendes |
| Monteverde        | Ventura Díaz    |
| Rokado            | Gerben Karstens |

## Etapas
| Etapa   | Fecha       | Recorrido                    | Km         | Ganador                 | Líder            |
| Prólogo | 26 de abril | Calpe                        | 6 (CRI)    | Eddy Merckx             | Eddy Merckx      |
| 1.ª     | 27 de abril | Calpe-Murcia                 | 187        | Pieter Nassen           | Eddy Merckx      |
| 2.ª     | 28 de abril | Murcia-Albacete              | 156        | Gerben Karstens         | Gerben Karstens  |
| 3.ª     | 29 de abril | Albacete-Alcázar de San Juan | 146        | Pieter Nassen           | Gerben Karstens  |
| 4.ª     | 30 de abril | Alcázar de San Juan-Cuenca   | 169        | Joseph Deschoenmaecker  | José Pesarrodona |
| 5.ª     | 1 de mayo   | Cuenca-Teruel                | 191        | Gerben Karstens         | José Pesarrodona |
| 6.ªa    | 2 de mayo   | Teruel-Puebla de Farnals     | 150        | Roger Swerts            | José Pesarrodona |
| 6.ªb    | 2 de mayo   | Puebla de Farnals            | 5 (CRE)    | Molteni                 | José Pesarrodona |
| 7.ª     | 3 de mayo   | Puebla de Farnáls-Castellón  | 165        | Gerben Karstens         | José Pesarrodona |
| 8.ª     | 4 de mayo   | Castellón-Calafell           | 245        | Eddy Merckx             | José Pesarrodona |
| 9.ªa    | 5 de mayo   | Calafell-Barcelona           | 80         | Juan Manuel Santisteban | José Pesarrodona |
| 9.ªb    | 5 de mayo   | Barcelona                    | 37,9       | Jacques Esclassan       | José Pesarrodona |
| 10.ª    | 6 de mayo   | Barcelona-Ampuriabrava       | 171        | Eddy Merckx             | José Pesarrodona |
| 11.ª    | 7 de mayo   | Ampuriabrava-Manresa         | 225        | Bernard Thévenet        | Eddy Merckx      |
| 12.ª    | 8 de mayo   | Manresa-Zaragoza             | 259        | Gerben Karstens         | Eddy Merckx      |
| 13.ª    | 9 de mayo   | Mallén-Irache                | 175        | Domingo Perurena        | Eddy Merckx      |
| 14.ª    | 10 de mayo  | Irache-Bilbao                | 182        | Juan Zurano             | Eddy Merckx      |
| 15.ªa   | 11 de mayo  | Bilbao-Torrelavega           | 154        | Eddy Peelman            | Eddy Merckx      |
| 15.ªb   | 11 de mayo  | Torrelavega                  | 17,4 (CRI) | Eddy Merckx             | Eddy Merckx      |
| 16.ª    | 12 de mayo  | Torrelavega-Miranda de Ebro  | 203        | Eddy Merckx             | Eddy Merckx      |
| 17.ªa   | 13 de mayo  | Miranda de Ebro-Tolosa       | 127        | Eddy Peelman            | Eddy Merckx      |
| 17.ªb   | 13 de mayo  | Hernani-San Sebastián        | 10,5 (CRI) | Eddy Merckx             | Eddy Merckx      |

## Clasificaciones
En esta edición de la Vuelta a España se diputaron seis clasificaciones que dieron los siguientes resultados:
| \| 1. \| Eddy Merckx \| Bélgica \| MOL \| 84h 40' 50" \| \| \| 2. \| Luis Ocaña \| España \| BIC \| + 3' 46" \| \| \| 3. \| Bernard Thévenet \| Francia \| PEU \| + 4' 16" \| \| \| 4. \| José Pesarrodona \| España \| KAS \| + 5' 54" \| \| \| 5. \| Pedro Torres \| España \| CAS \| + 7' 29" \| \| \| 6. \| Joaquim Agostinho \| Portugal \| BIC \| + 8' 15" \| \| \| 7. \| Agustín Tamames \| España \| CAS \| + 9' 15" \| \| \| 8. \| Luis Balagué \| España \| CAS \| + 12' 26" \| \| \| 9. \| Roger Swerts \| Bélgica \| MOL \| + 13' 27" \| \| \| 10. \| Jesús Manzaneque \| España \| CAS \| + 15' 01" \| \| |                   |          |     |             |  |
| 1. | Eddy Merckx       | Bélgica  | MOL | 84h 40' 50" |  |
| 2. | Luis Ocaña        | España   | BIC | + 3' 46"    |  |
| 3. | Bernard Thévenet  | Francia  | PEU | + 4' 16"    |  |
| 4. | José Pesarrodona  | España   | KAS | + 5' 54"    |  |
| 5. | Pedro Torres      | España   | CAS | + 7' 29"    |  |
| 6. | Joaquim Agostinho | Portugal | BIC | + 8' 15"    |  |
| 7. | Agustín Tamames   | España   | CAS | + 9' 15"    |  |
| 8. | Luis Balagué      | España   | CAS | + 12' 26"   |  |
| 9. | Roger Swerts      | Bélgica  | MOL | + 13' 27"   |  |
| 10. | Jesús Manzaneque  | España   | CAS | + 15' 01"   |  |

| \| 1. \| Eddy Merckx \| Bélgica \| MOL \| 215 puntos \| \| 2. \| Roger Swerts \| Bélgica \| MOL \| 162 puntos \| \| 3. \| Pieter Nassen \| Bélgica \| ROK \| 154 puntos \| |               |         |     |            |
| 1. | Eddy Merckx   | Bélgica | MOL | 215 puntos |
| 2. | Roger Swerts  | Bélgica | MOL | 162 puntos |
| 3. | Pieter Nassen | Bélgica | ROK | 154 puntos |

| \| 1. \| José Luis Abilleira \| España \| CAS \| 97 puntos \| \| 2. \| Eddy Merckx \| Bélgica \| MOL \| 83 puntos \| \| 3. \| Luis Balagué \| España \| CAS \| 60 puntos \| |                     |         |     |           |
| 1. | José Luis Abilleira | España  | CAS | 97 puntos |
| 2. | Eddy Merckx         | Bélgica | MOL | 83 puntos |
| 3. | Luis Balagué        | España  | CAS | 60 puntos |

| \| 1. \| Eddy Merckx \| Bélgica \| MOL \| 26 puntos \| |             |         |     |           |
| 1.                                                     | Eddy Merckx | Bélgica | MOL | 26 puntos |

| \| 1. \| Eddy Merckx \| Bélgica \| MOL \| - \| |             |         |     |   |
| 1.                                             | Eddy Merckx | Bélgica | MOL | - |

| \| 1. \| La Casera \| España \| CAS \| 254h 01' 59" \| |           |        |     |              |
| 1.                                                     | La Casera | España | CAS | 254h 01' 59" |